# Wendax

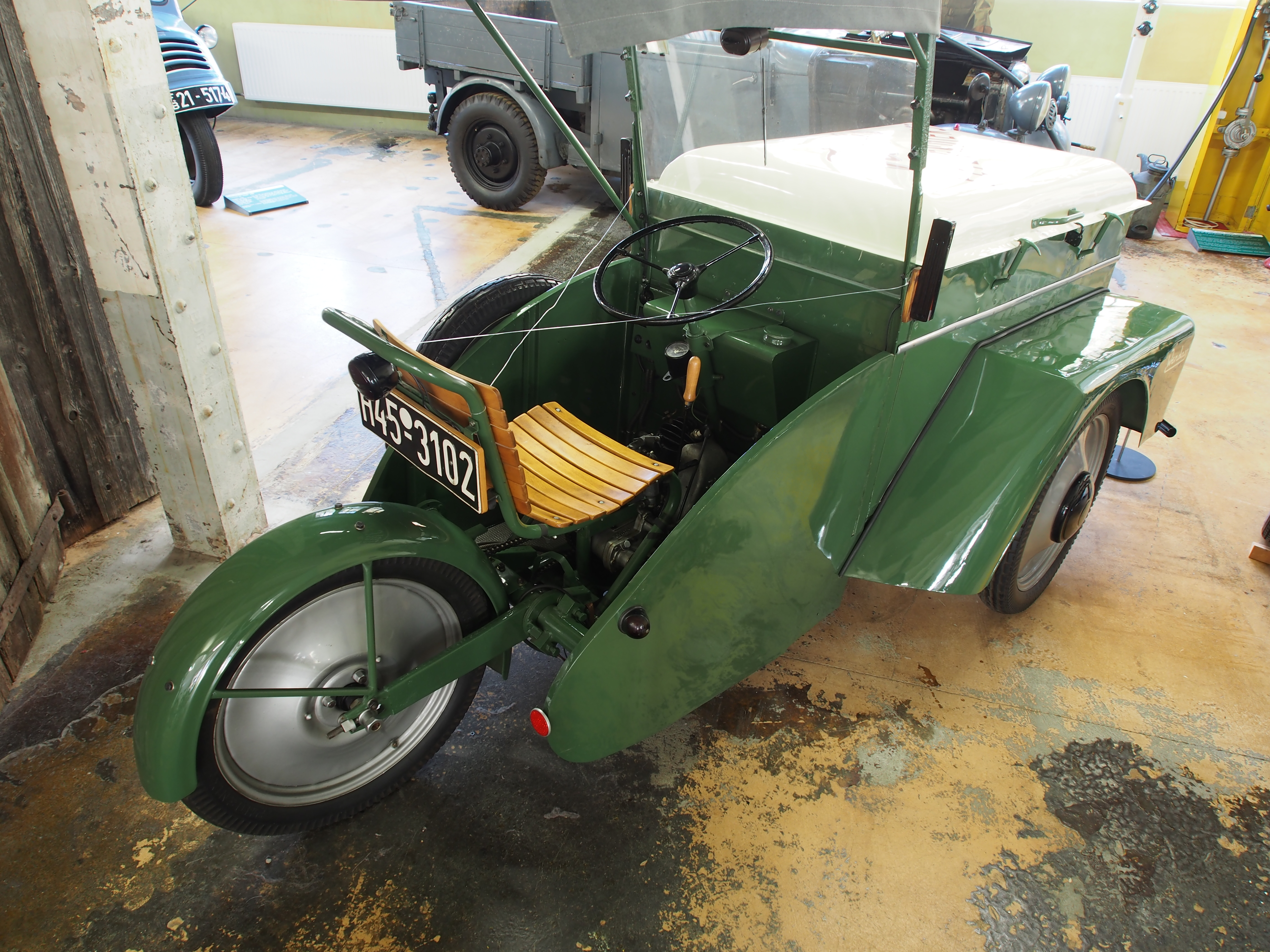
Wendax Eillieferwagen WL 250

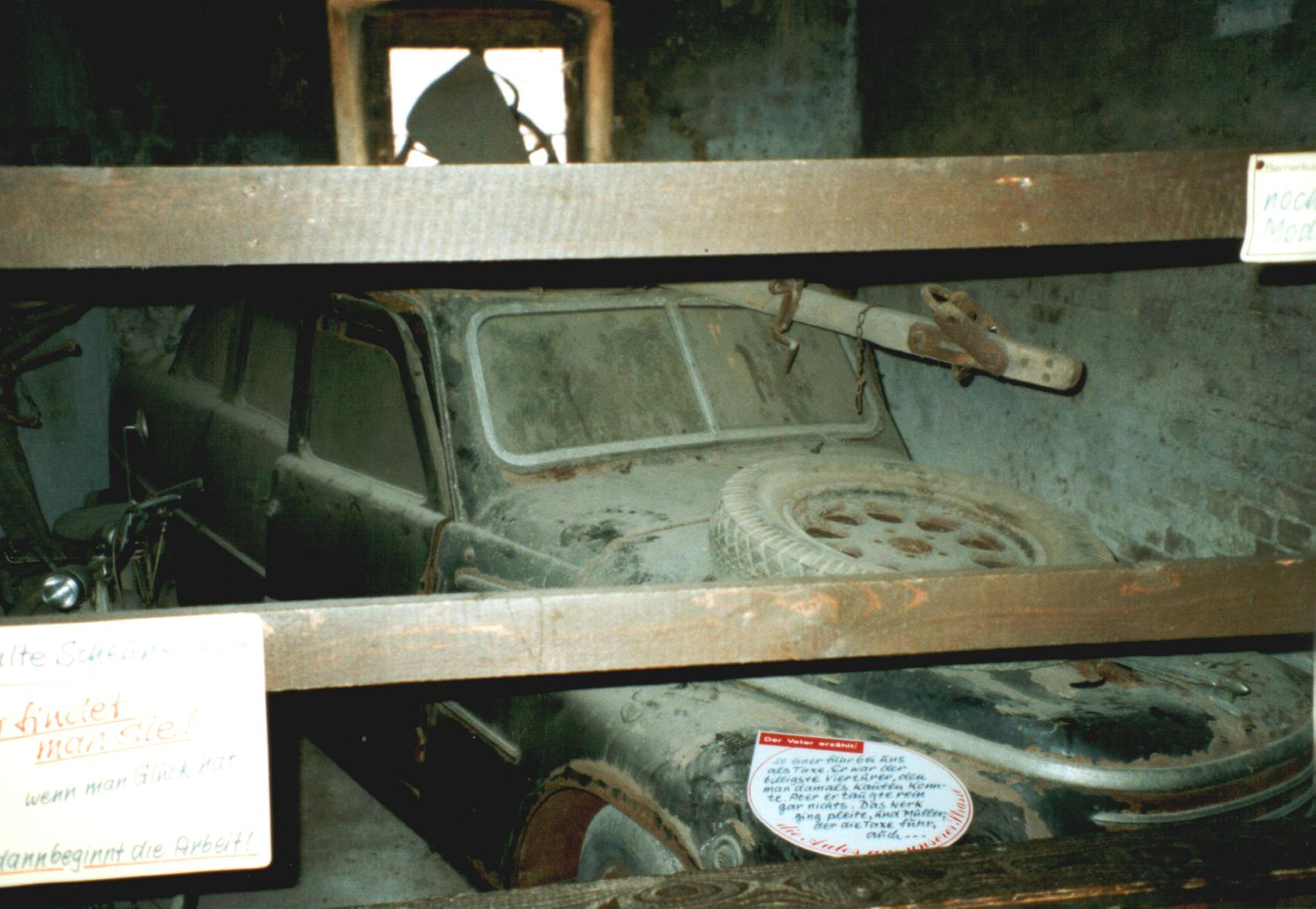
Wendax WS 750

Wendax Fahrzeugbau GmbH war ein deutsches Unternehmen der Automobilindustrie mit Sitz in Hamburg. Es war eine Tochtergesellschaft des Unternehmens Draisinenbau Dr. Alpers, das 1900 in Hamburg-Hammerbrook gegründet worden war und vorrangig Eisenbahn-Draisinen herstellte. Die Firma Wendax geht auf die Wendenstraße im Hamburger Stadtteil Hamm zurück, an der das Unternehmen seinen Sitz hatte.

## Unternehmensgeschichte
Die Muttergesellschaft hatte bereits von 1933 bis 1940 neben den Schienenfahrzeugen auch offene Lastendreiräder hergestellt, die unter der Marke Wendax verkauft wurden (so z. B. das Lastendreirad Wendax WL 250). Nutzfahrzeuge wurden erneut von 1949 bis 1951 gefertigt. Am 16. Juni 1949 wurde mit 50.000 DM Stammkapital speziell für den Automobilbereich die Tochtergesellschaft Wendax gegründet. Im selben Jahr begann der Bau von Personenkraftwagen (Pkw). Wendax war eines der ersten Unternehmen, das nach dem Zweiten Weltkrieg einen 1,5-t-Transporter (Wendax-Front WL 1200) auf den Markt brachte. Das Fahrzeug hatte einen VW-Käfer-Motor und Frontantrieb.
Dem Roadster Aero WS 700 von 1949 wurden Konstruktions- und Verarbeitungsmängel nachgesagt. Angetrieben war nur eines der Hinterräder. Dies erlaubte es, auf ein kostspieliges Differentialgetriebe zu verzichten, führte allerdings zu schlechten Fahreigenschaften. Zudem war der Aero WS 700 teurer als ein VW Käfer. Auch die ab 1950 für den Einsatz als Taxi angebotene Limousine WS 750 mit 750-cm³-ILO-Motor fand nur wenige Käufer. 

Der Motorjournalist Werner Oswald veröffentlichte in der Ausgabe 6/1951 der Zeitschrift Das Auto den Artikel In Sachen Wendax. Einerseits wies er darin auf erhebliche technische Mängel der Fahrzeuge hin, andererseits machte er die Geschäftspraktiken des Unternehmens publik. Händler wurden gezwungen, das komplette Fahrzeugsortiment abzunehmen. Sie mussten Anzahlungen leisten und warteten dann trotz vereinbarter kurzer Lieferfristen lange auf die Lieferung. Kleinere Händler erhielten eine kürzere Garantie von 5000 km statt der ordnungsgemäßen 10.000 km. Wendax hatte mehr Händler als notwendig. Wendax machte unwahre Angaben zu Exportzahlen (so sollen 500 Fahrzeuge nach Schweden und 180 in die Niederlande exportiert worden sein) und zum Leergewicht der Fahrzeuge. Wendax verwendete gebrauchte VW-Motoren aus den Beständen der ehemaligen deutschen Wehrmacht.
Damit war der Ruf des Unternehmens ruiniert. Ende 1951 musste Wendax Vergleich anmelden, und die Automobilproduktion wurde eingestellt. Die Muttergesellschaft mit dem Draisinenbau überdauerte dagegen noch eine Weile. Insgesamt entstanden weniger als 100 Pkw.